# Područje poreza na dodanu vrijednost u Europskoj uniji
Područje oporezivanja poreza na dodanu vrijednost u EU je područje u kojem se nalaze sve zemlje članice Europske unije i neke zemlje koje nemaju taj status. Stopu poreza određuje svaka zemlja posebno, ali unutar granica koje je propisala unija. PDV se obračunava u svakoj fazi ciklusa proizvodnje za iznos dodane vrijednosti. Dobra se smatraju uvezenim ili izvezenim samo ako uđu ili napuste ovo područje.
Ovo područje vrijedi za sve zemlje članice EU i Monako, ali isključuje neka područja (većinom ona koja nisu u Europi) zemalja članica unije.

## Isključena područja
- Danska
  - Farski otoci
  - Grenland
- Finska
  - Ålandski Otoci
- Francuska
  - Sva područja koja nisu u Europi, kao što su prekomorske regije i sl.
- Njemačka
  - Büsingen am Hochrhein
  - Helgoland
- Italija, neka područja na granici sa Švicarskom
  - Campione d'Italia
  - Livigno
- Nizozemska
  - Aruba
  - Nizozemski Antili
- Španjolska
  - Kanarski otoci
  - Ceuta i Melilla
- Ujedinjeno Kraljevstvo
  - Gibraltar
  - Jersey i ostali Kanalski otoci
  - Sva područja izvan Europe, kao što su Bermudi i Sveta Helena
  - (Otok Man i Sjeverna Irska nalaze se u području oporezivanja).